# Golf von Valencia
Der Golf von Valencia (valencianisch Golf de València, spanisch Golfo de Valencia) ist ein Golf oder eine große Bucht im westlichen Mittelmeer an der Ostküste Spaniens. Der größte Teil des Golfs entspricht dem südwestlichsten Teil des Balearen-Meers.
Im Süden wird der vom Nullmeridian durchschnittene Golf von Valencia durch das Cabo de la Nao (Lage) vom Golf von Alicante getrennt. Über das Cabo de San Antonio, Cullera und Valencia verläuft die Küste des Golfs in nördlicher Richtung. Sie entspricht damit zumindest teilweise der als Costa del Azahar bezeichneten Tourismusregion. Welche Landmarke das nördliche Ende des Golfs kennzeichnet, ist unklar. Die Beschriftung der Küstengewässer auf physischen und topographischen Karten Spaniens legt nahe, dass der Golf nur ungefähr bis auf Höhe von Castellón de la Plana (Lage) reicht. Nicht selten wird auch das in der Küstenlinie markant vorspringende Ebrodelta (Lage) als nördliches Ende genannt. In der einschlägigen Nummer des Handbuchs der Geographie und Statistik für die gebildeten Stände (S. 6) aus dem 19. Jahrhundert wird sogar erst der Felsenberg Montjuïc bei Barcelona (Lage) als nördliches Ende der Golfküste angegeben. Im Golf von Valencia liegen die vulkanisch entstandenen Columbretes-Inseln.
- Karte mit allen Koordinaten:
- OSM |
- WikiMap